# Canadair CL-415
Canadair CL-415 je letoun kanadské firmy Canadair určený k hašení požárů. Jedná se o dvoumotorový, celokovový, obojživelný, hornoplošný, létající člun, schopný startu, jak z pevniny, tak i z vodní plochy. V létě 2022 se dvojice těchto letadel účastnila likvidace mohutného lesního požáru, který postihl Národní park České Švýcarsko na severu Čech.

## Popis

### Vývoj

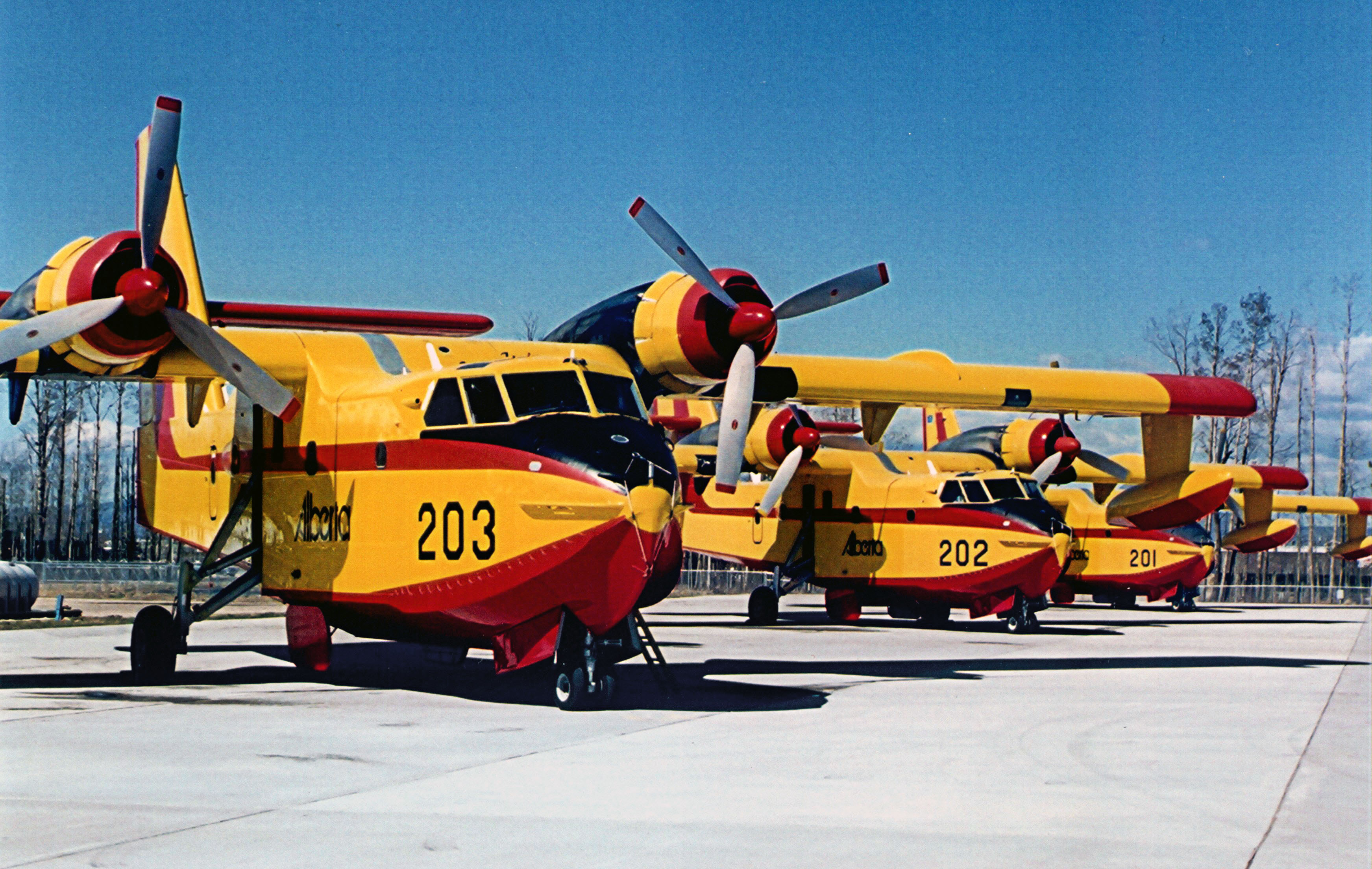
Předchůdce Canadair CL-215

CL-415 bylo vyvinuto z Canadairu CL-215. To poprvé vzlétlo roku 1967 a bylo založeno na americkém létajícím člunu PBY Catalina. Jednalo se tak o první letoun speciálně navrženým pro hasební práce. Kanadská provincie Quebec a francouzská Securité Civile se koupením dvaceti a deseti strojů staly prvními provozovateli. Mezi roky 1969–1990 bylo vyrobeno celkem 125 kusů. 
Během roku 1987, v reakci na vysoký zájem o účinnější, výkonnější a spolehlivější turbovrtulové pohonné jednotky, se firma Canadair ujala úkolu dovybavit sedmnáct draků letounů CL-215 motory Pratt & Whitney Canada PW123AF a čtyřlistými vrtulemi. Ty poskytovaly 15% nárůst výkonu oproti původním pístovým motorům a také zvýšenou spolehlivost a bezpečnost. Takto vylepšené letouny byly označeny jako CL-215T. Krok dosáhl pozoruhodného úspěchu, což umožnilo vývoj modelu CL-415.

## Lesní požár v Českosaském Švýcarsku
Dne 23. července 2022 (během vlny veder a dlouhodobého sucha) vypukl na území Národního parku České Švýcarsko, nedaleko obce Hřenska, lesní požár. V důsledku probíhající vlny veder a dlouhodobého sucha se rychle šířil špatně přístupným a členitým terénem. Celkově zasáhl 1 600 hektarů a rozšířil se až do sousedního Německa. Šlo tak o nejrozsáhlejší lesní požár v novodobé historii Česka a Saska. Kvůli tomu Itálie vyslala dvě letadla CL-415 a do ČR přiletěla již 27. července. Hasební práce započaly druhého dne 28. července. Nejbližší vodní plochou, využitelnou pro nabírání vody za letu a poskytující minimální délku pro provedení manévru, je 3,2 km dlouhé umělé jezero Milada, nacházející se zhruba 32 km od Hřenska, nedaleko města Ústí nad Labem. Neobvyklou podívanou pozorovaly z břehů stovky osob. K jezeru se letouny vracely v intervalu 15–20 minut. Na území Českého Švýcarska primárně shazovala vodu na ty nepřístupné plochy, z nichž potenciálně hrozil vznik dalších ohnisek požáru. Souběžně s nimi požár hasily další 3 letadla, 18 vrtulníků a 900 hasičů.

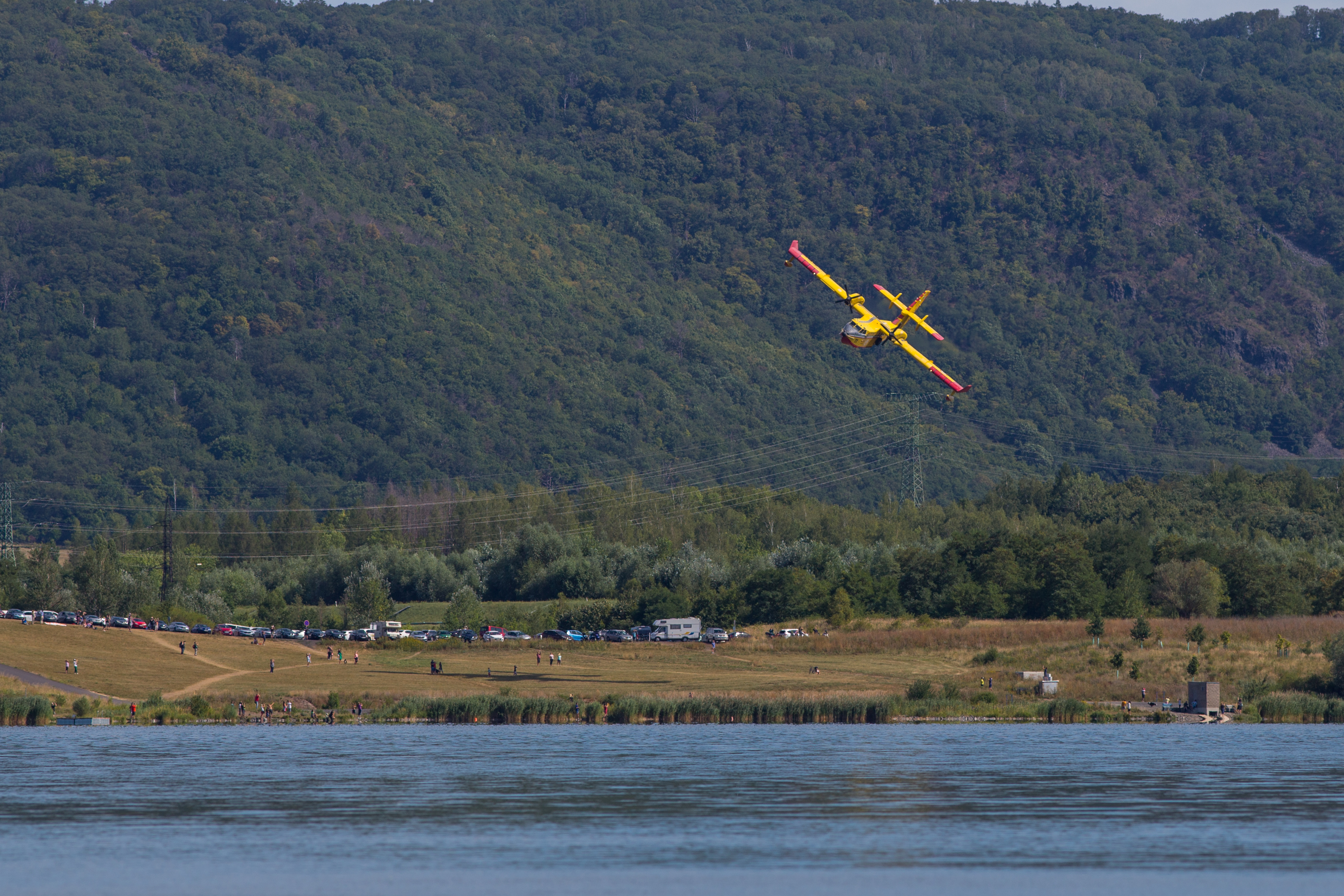
CL-415 z jihovýchodu nalétává na jezero Milada.
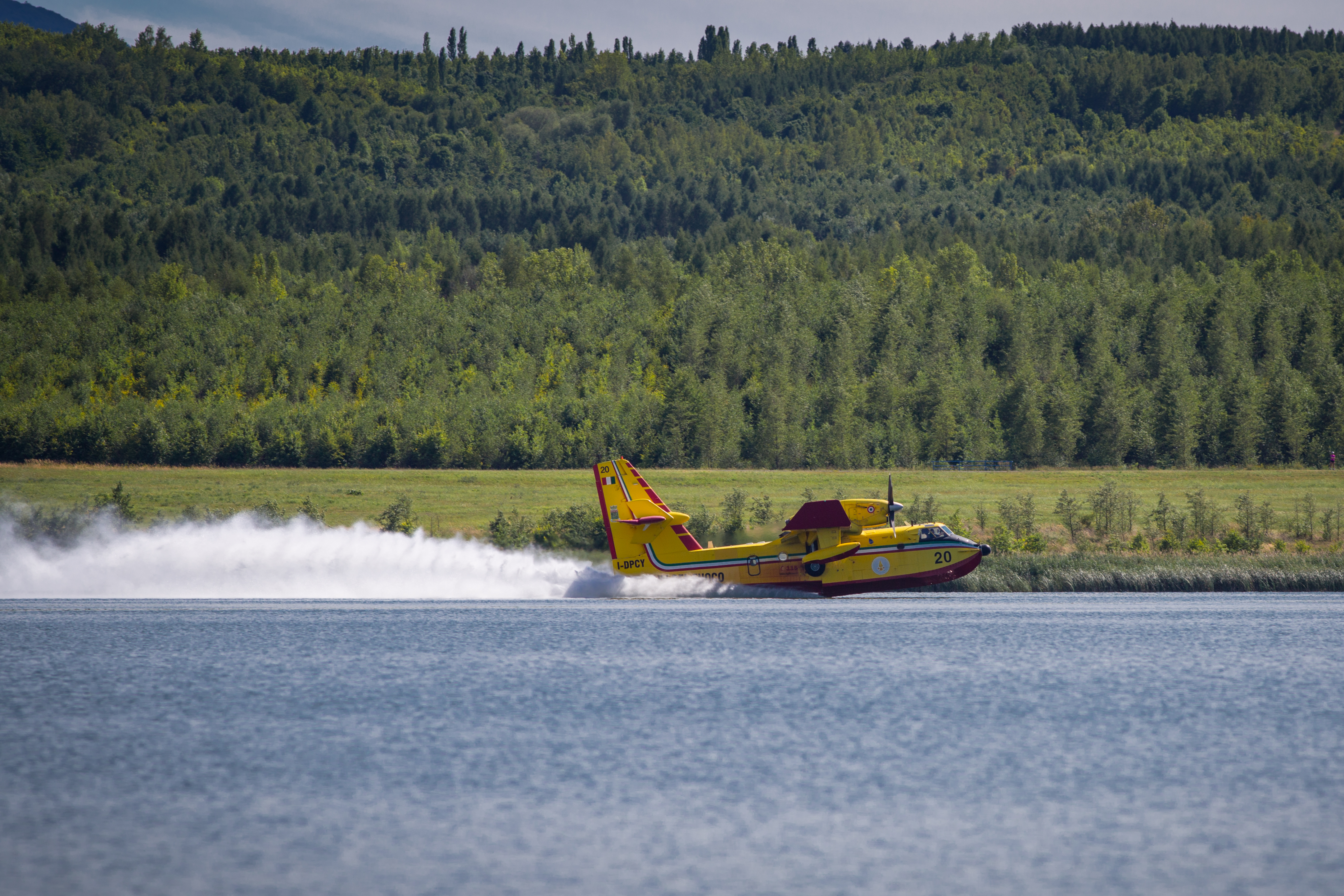
Nabírání vody za letu trvá 12 vteřin.
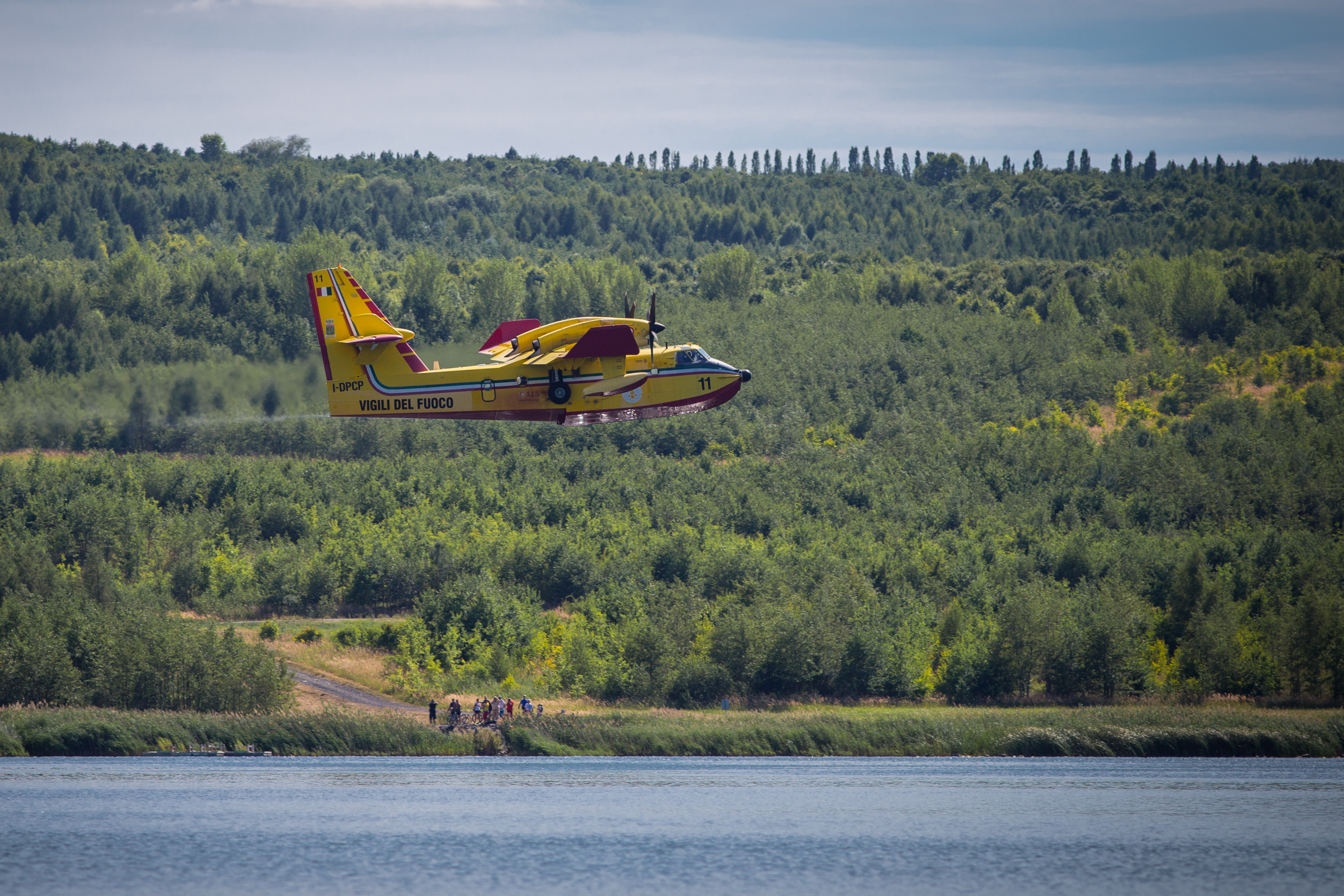
Pohled na jižní břeh.

## Uživatelé

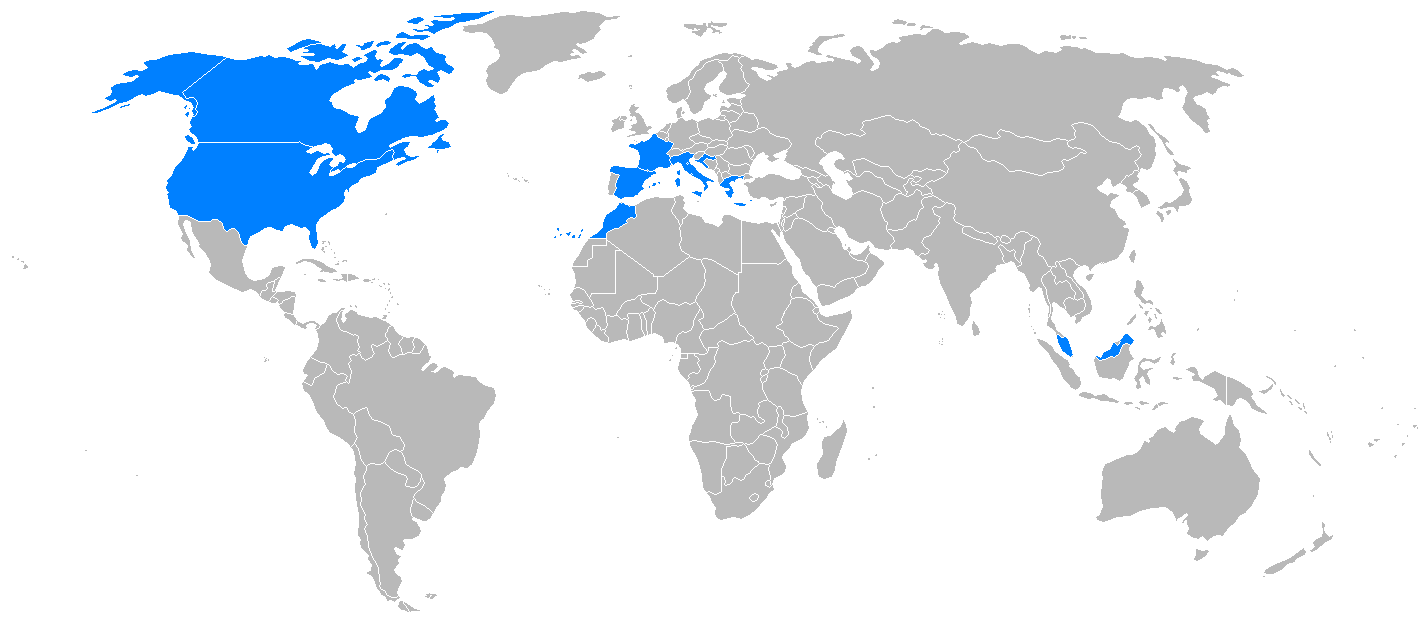
Provozovatelé CL-415.

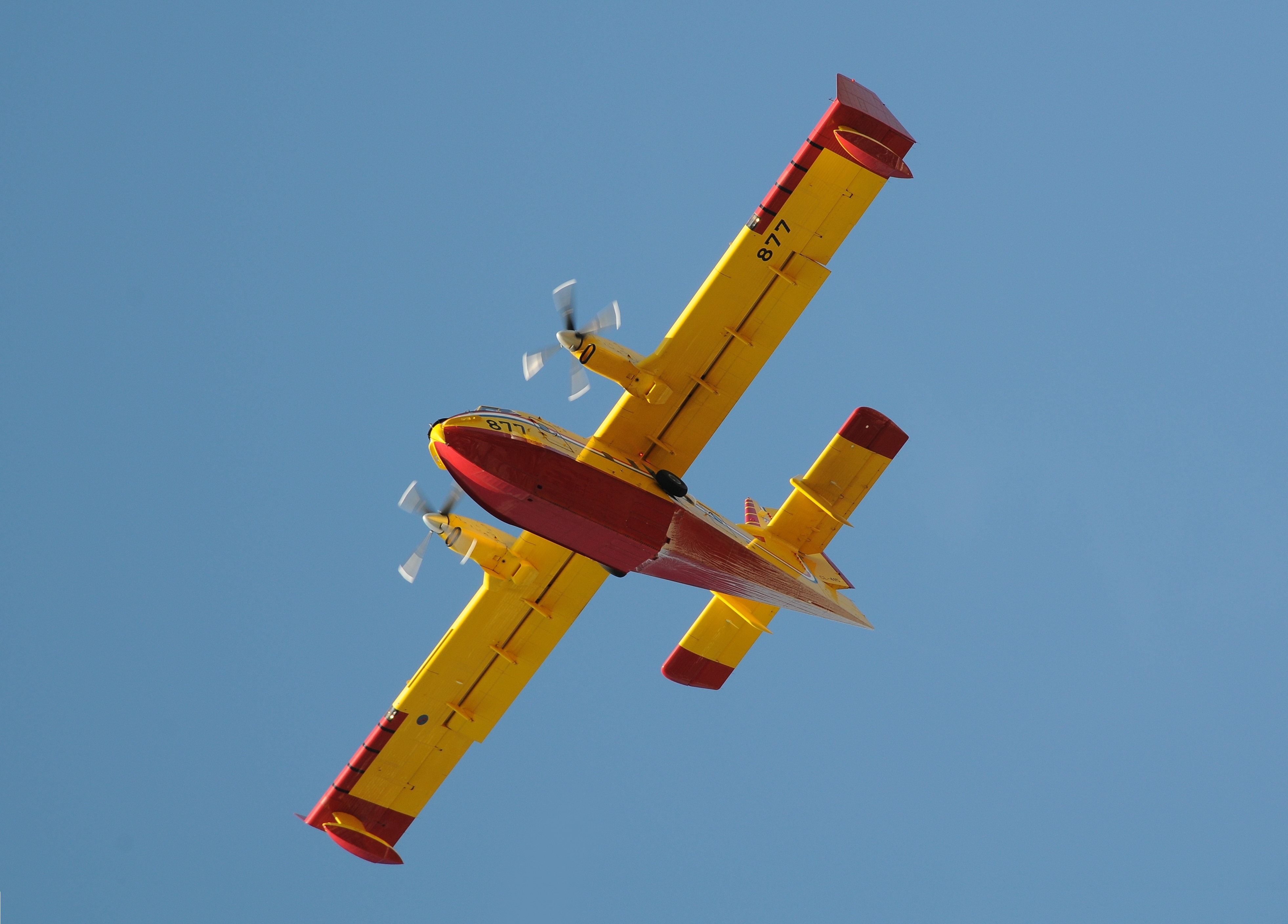
Chorvatský letoun nedaleko Zadaru (2010)

- Kanada: 64 kusů
- Španělsko: 25 kusů
- Itálie: 18 kusů
- Řecko: 17 kusů
- Francie: 12 kusů
- USA: 10 kusů
- Chorvatsko: 6 kusů
- Maroko: 6 kusů
- Malajsie: 2 kusy

### Objednané nové stroje
- Řecko: 7 kusů
- Indonésie: 6 kusů
- Maroko: 6 kusů
- Chorvatsko: 2 kusy
- Portugalsko: 2 kusy

## Specifikace

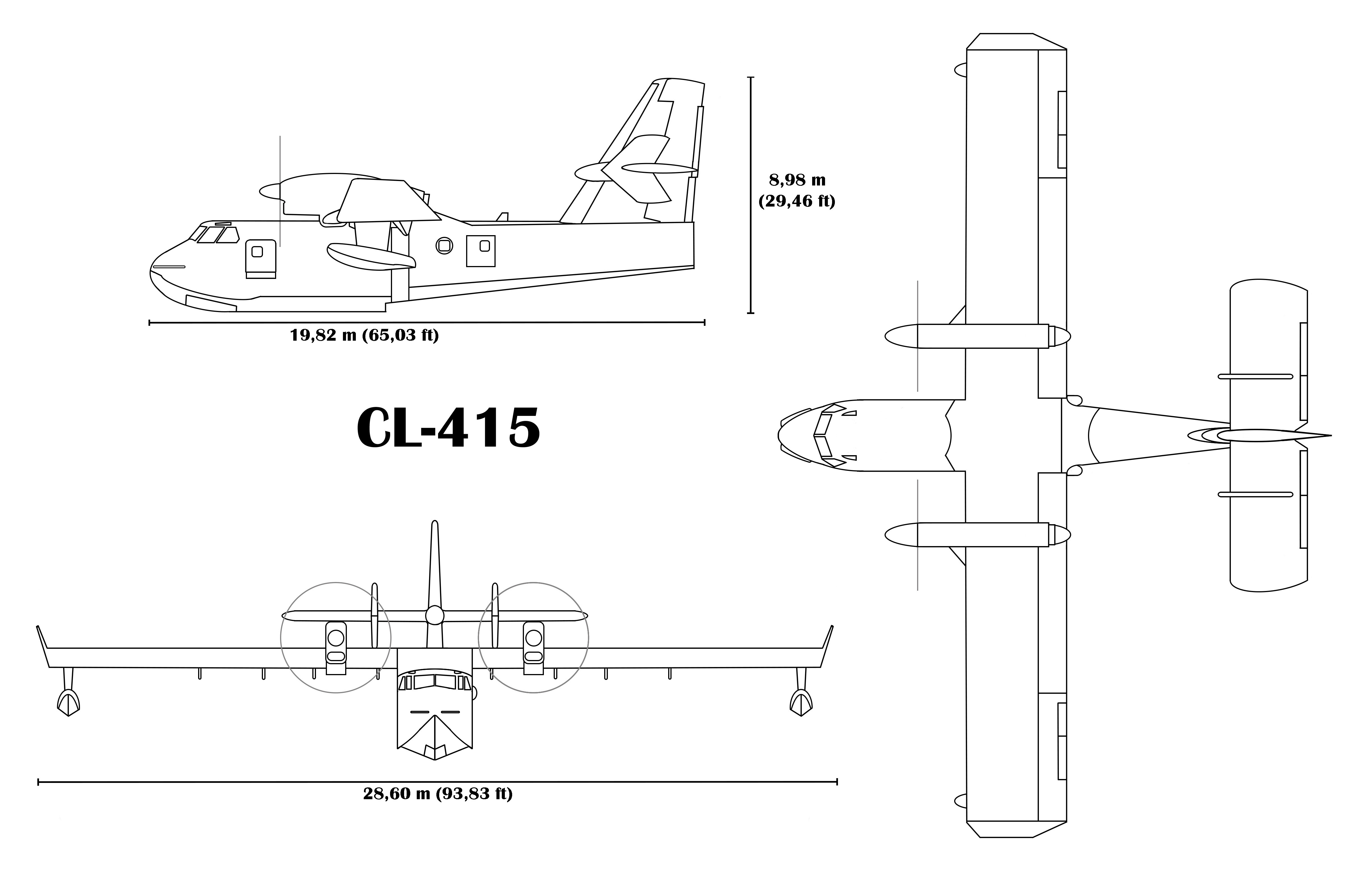
Třípohledový nákres

### Technické údaje
- Posádka: 2 osoby
- Užitečný náklad:
  - 6 137 l vody
  - 18 výsadkářů
  - 2 903 kg nákladu
- Rozpětí: 28,38 m
- Délka: 20,4 m
- Výška: 9,01 m
- Nosná plocha: 100 m²

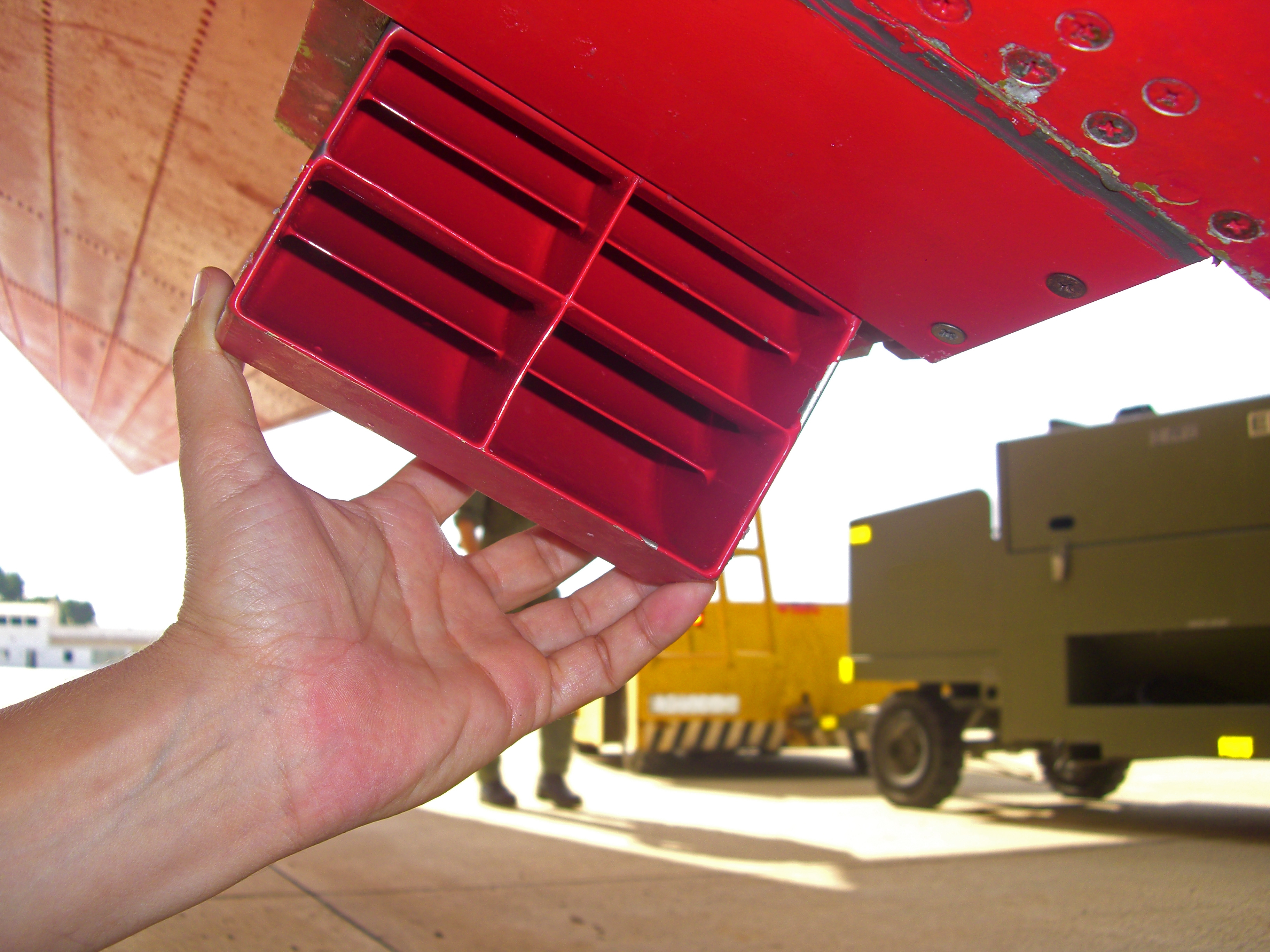
Externí prvek pro sběr vody z vodní hladiny za letu má rozměry 10×12 cm

- Hmotnost prázdného letounu: 13 608 kg
- Maximální vzletová hmotnost: 19 890 kg
- Pohonné jednotky: 2× turbovrtulový motor Pratt & Whitney Canada PW123AF
- Max. výkon jednoho motoru: 2 380 hp (1775 kW)
- Vrtule: Čtyřlisté o průměru 3,97 m
- Množství paliva: 5 812 L (4 650 kg)

### Výkony
- Cestovní rychlost: 333 km/h
- Maximální rychlost: 359 km/h
- Pádová rychlost: 126 km/h
- Počáteční stoupavost: 5,9 m/s
- Dolet: 2 427 km
- Doba letu: 3 hod. (370 km od základny)
- Délka dráhy pro vzlet:
  - 783 m (pevnina)
  - 814 m (vodní hladina)
- Délka dráhy pro přistání:
  - 674 m (pevnina)
  - 665 m (vodní hladina)
- Délka dráhy pro nabírání vody za letu:
  - 1 340 m (celková délka pro provedení manévru, včetně sestupu)
  - 410 m (délka pro samotné naplnění nádrží)

## Galerie

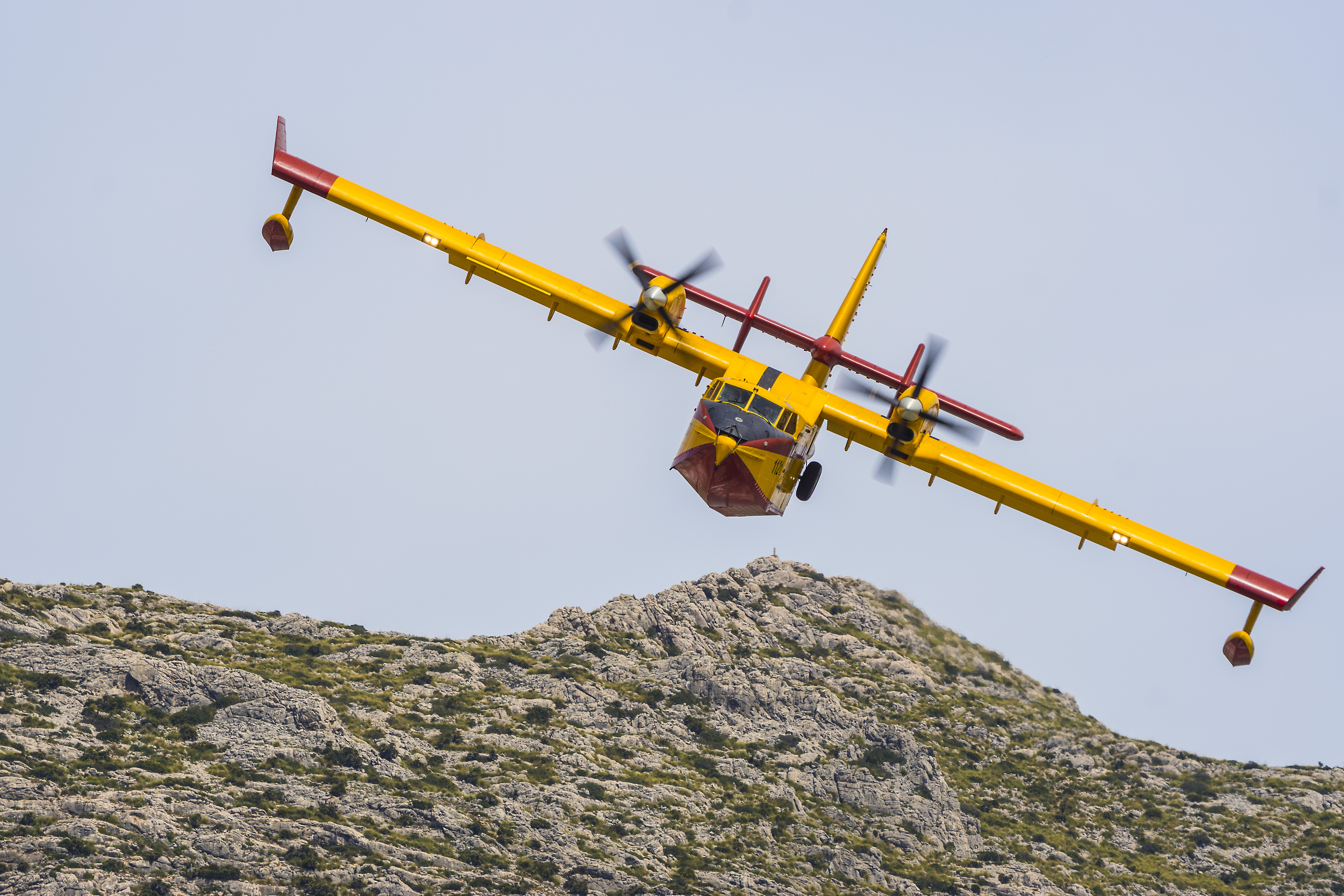
CL-415 na Mallorce (2015)
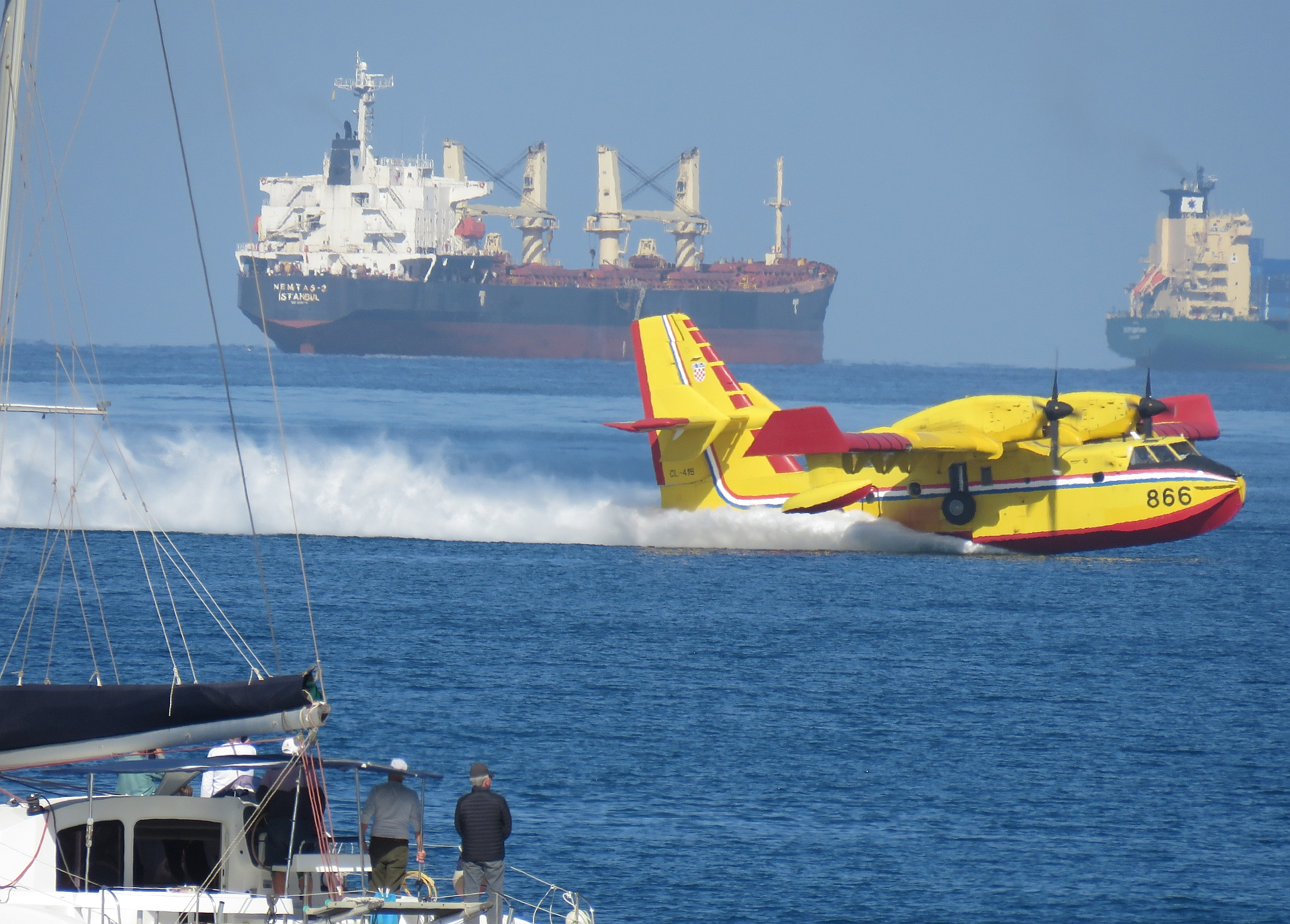
Chorvatský letoun u izraelského města Ašdod (2016)
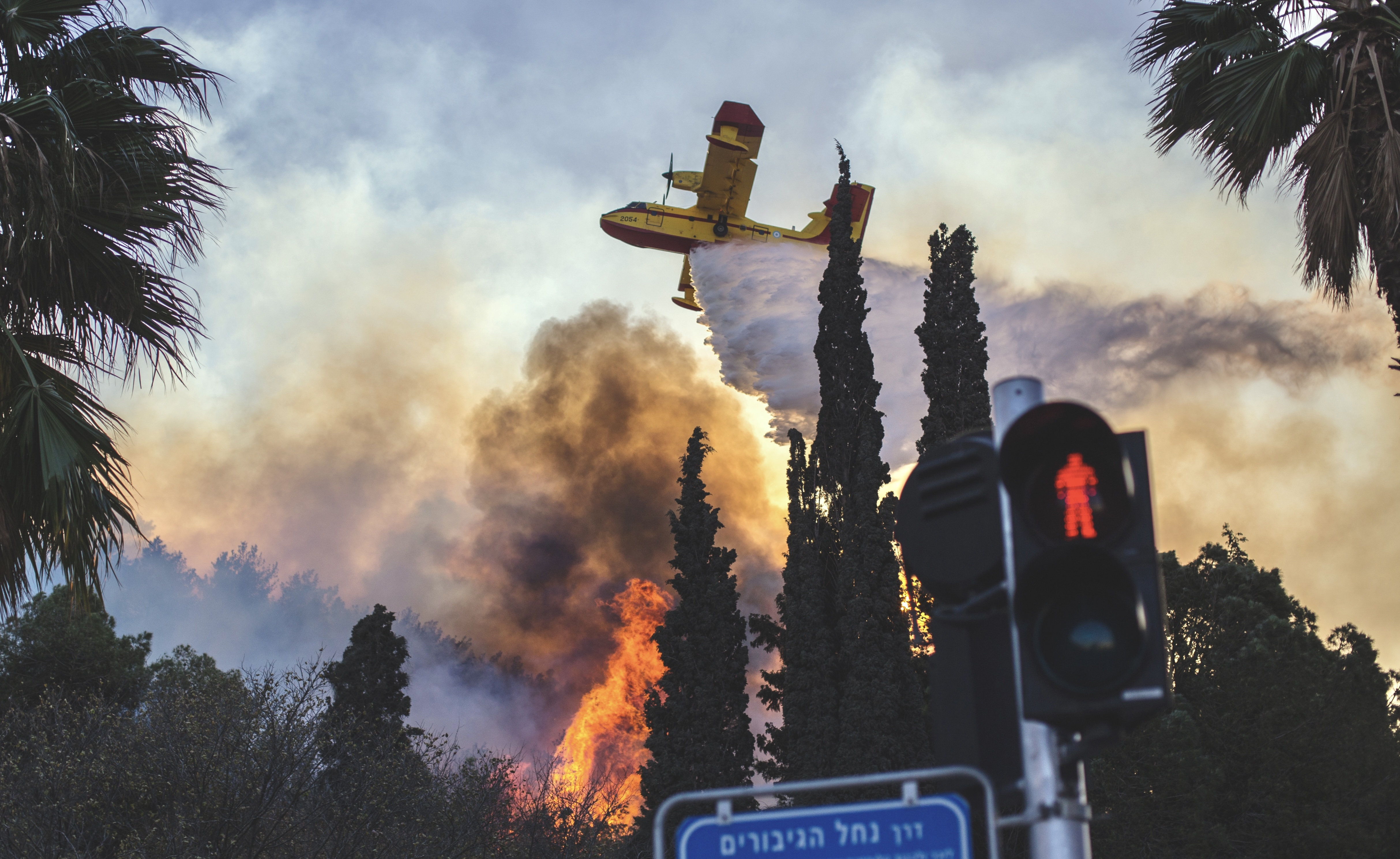
Schoz vody řeckého letounu v Izraeli (2016)
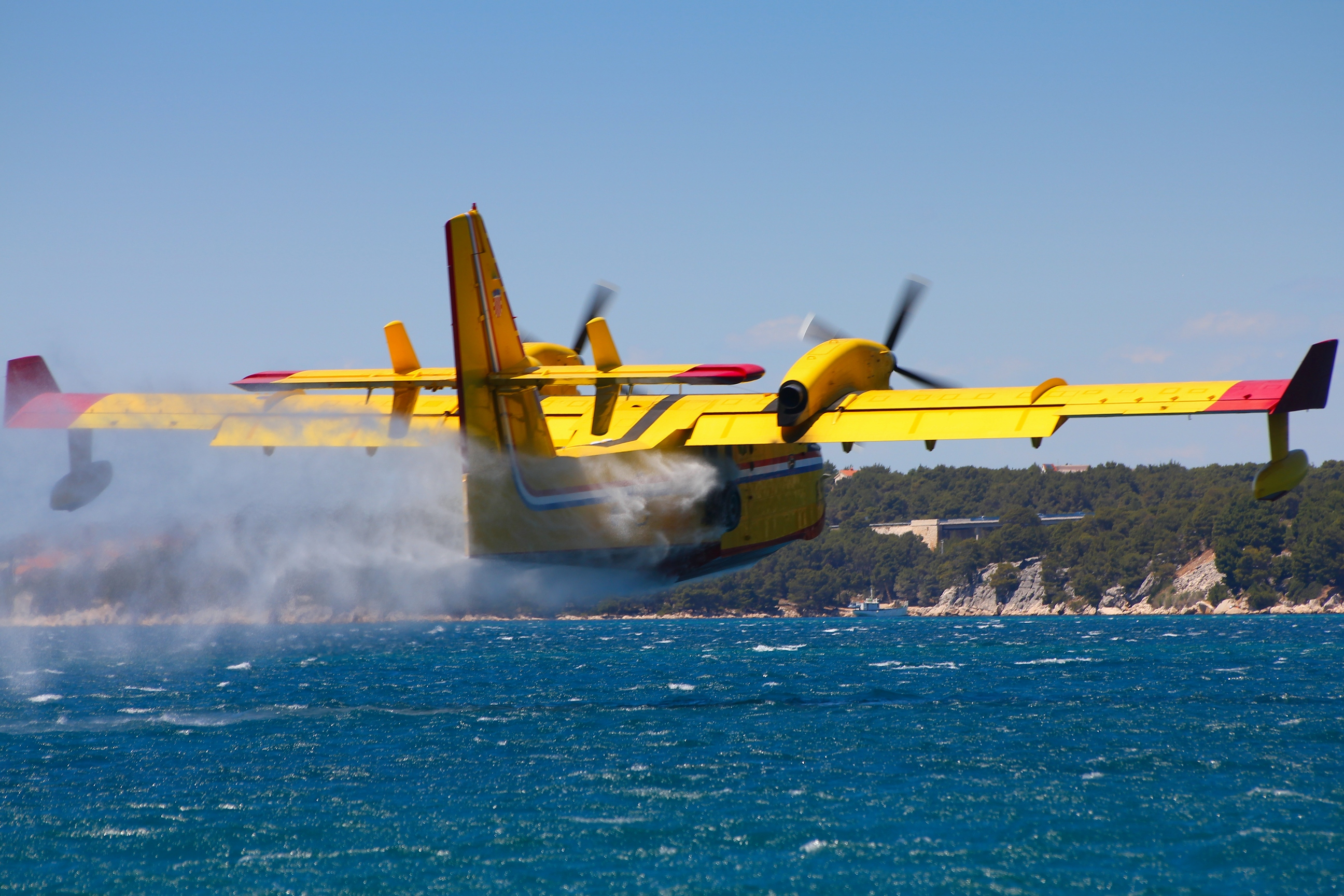
Chorvatský CL-415 (2011)
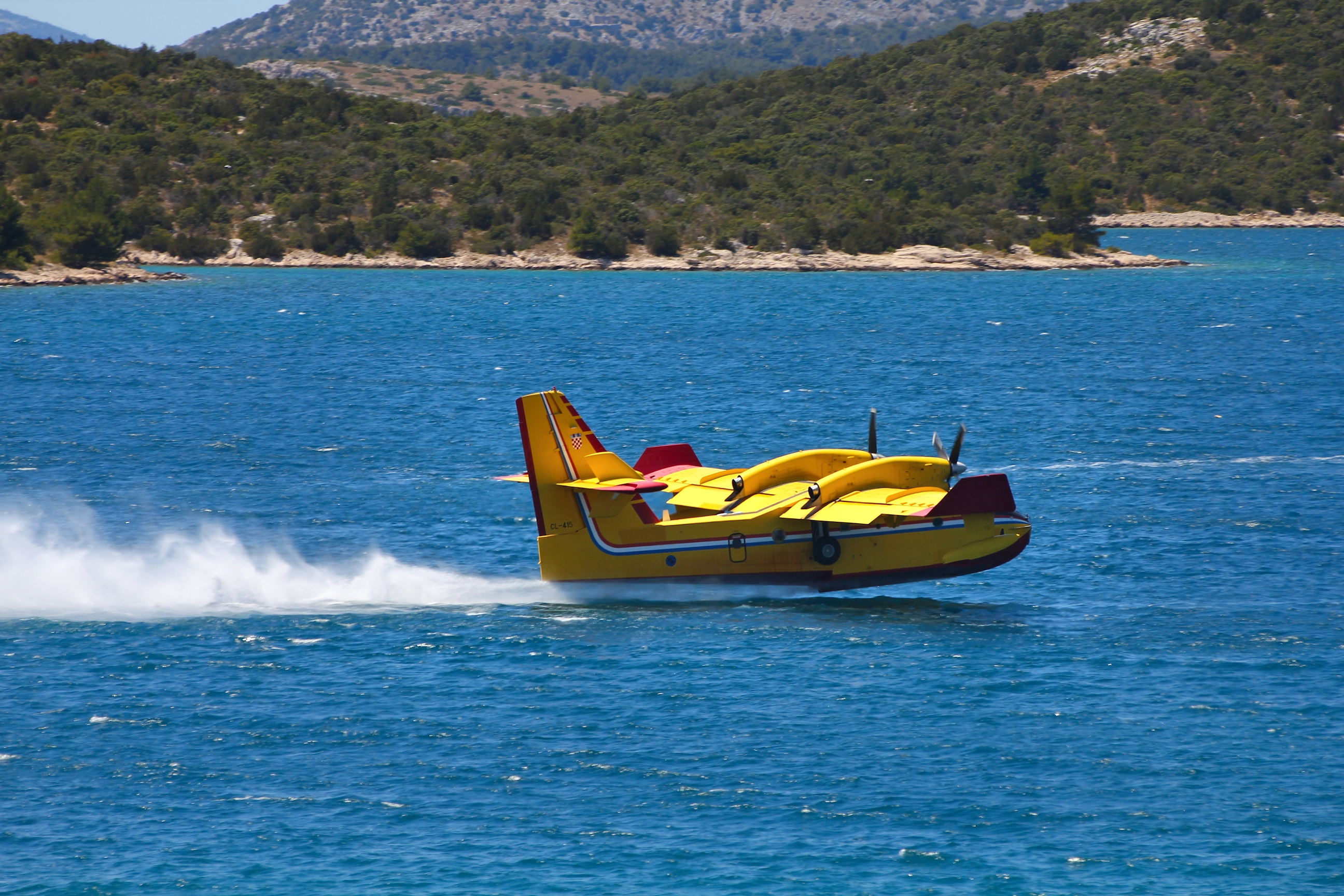
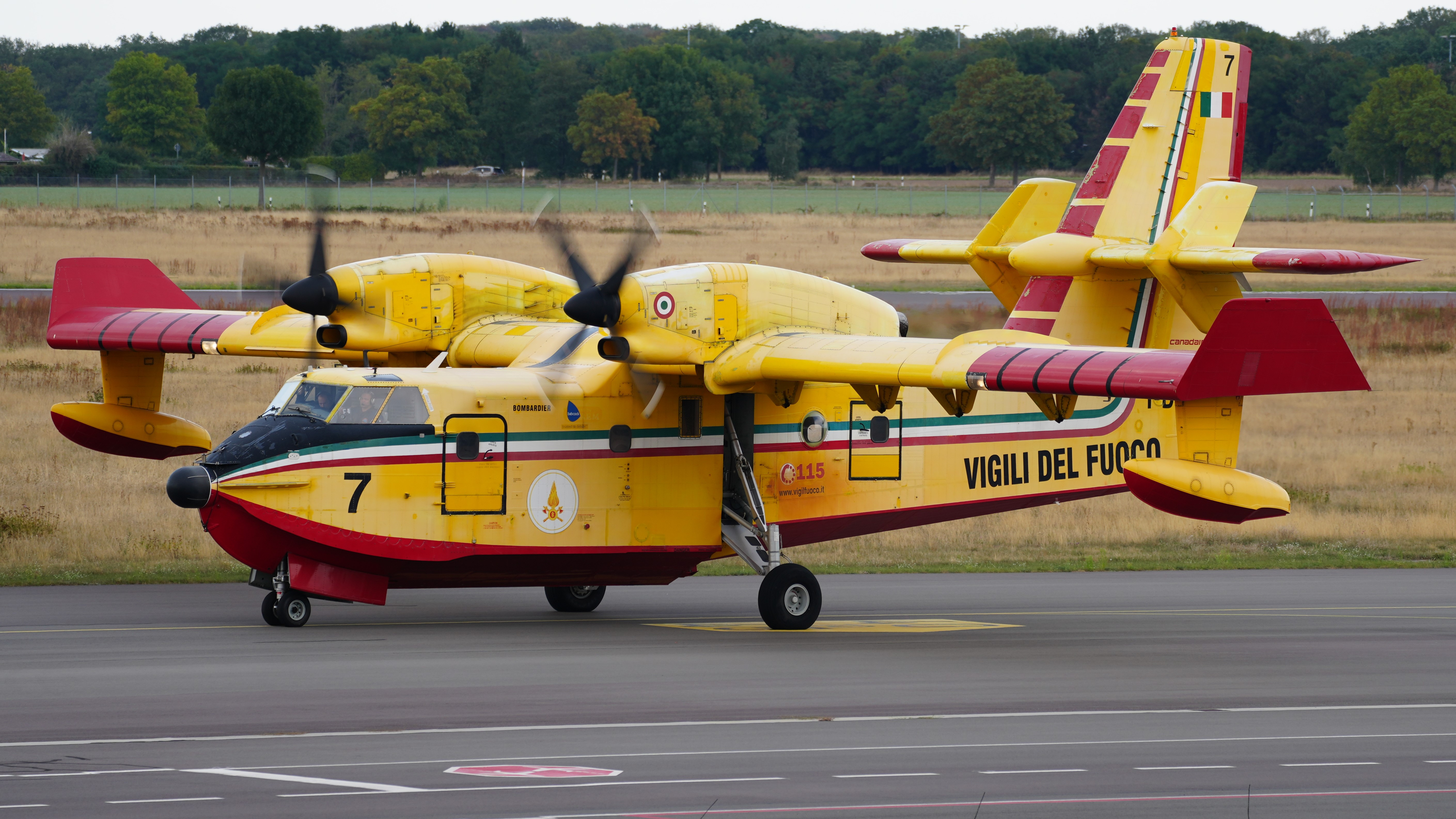
Italský letoun na pozemní dráze (2022)